# Bryn Mawr College
Das Bryn Mawr College ([bɾɪn maueɾ], walisisch für „großer Hügel“) ist eine 1885 von Joseph W. Taylor gegründete Privathochschule in Bryn Mawr, einem Vorort von Philadelphia im US-Bundesstaat Pennsylvania. 2021 waren im College 1423 Bachelor-Studentinnen eingeschrieben. In der Graduate School of Arts and Sciences und der Graduate School of Social Work and Social Research lernen 335 Studenten aller Geschlechter.

## Geschichte
Bryn Mawr ist eines der Seven Sisters Colleges und zusammen mit zwei anderen von Quäkern gegründeten Colleges – dem Swarthmore College und dem Haverford College – Teil des Tri-College Consortium. Der lateinische Wahlspruch Veritatem dilexi bedeutet „Ich liebte die Wahrheit“. Das College wurde größtenteils durch das Vermächtnis von Joseph W. Taylor gegründet und sein erster Präsident war James Evans Rhoads. Bryn Mawr war die erste Hochschule, die Frauen Hochschulabschlüsse einschließlich Promotionen anbot. Die erste Klasse umfasste 36 Studentinnen und acht Doktoranden. 2012 belegte das College in dem US News & World Report den 25. Platz in den Best Liberal Arts Colleges.
Am 9. Februar 2015 gab das Kuratorium die Genehmigung einer Empfehlung der Arbeitsgruppe zur Erweiterung des Bewerberpools für Studenten bekannt. Transfrauen und intersexuelle Personen, die sich als Frauen identifizieren, können jetzt die Zulassung beantragen, Transmänner möglicherweise nicht. Diese offizielle Entscheidung machte Bryn Mawr zum vierten Frauencollege in den Vereinigten Staaten, das Transfrauen akzeptiert.

## Studienangebot

### Undergraduate College
Studentinnen des College können in 8 Semestern Regelstudienzeit einen Bachelor-Abschluss in folgenden Fächern erwerben:
Anthropologie, Archäologie, Architektur, Afrikanologie, Astronomie, Biologie, Chemie, Deutsch, Filmwissenschaften, Französisch, Geologie, Geschichte, Geschlechterkunde, Griechisch, Hebräisch, Informatik, Internationalen Beziehungen, Italienisch, Klassik, Kreatives Schreiben, Kunstgeschichte, Kunstwissenschaften, Latein, Literaturwissenschaften, Mathematik, Musikwissenschaften, Neurowissenschaften, Ökologie, Ostasienwissenschaften, Pädagogik, Philosophie, Physik, Politik, Psychologie, Russisch, Soziologie, Spanisch, Städtewissenschaften, Tanzwissenschaften, Theaterwissenschaften, Theologie, Volkswirtschaftslehre.
Im Sinne einer Liberal Arts Education müssen die Studentinnen auch mehrere Veranstaltungen außerhalb ihres Hauptfaches besuchen: je zwei Veranstaltungen in geistes-, gesellschafts- und naturwissenschaftlichen Fächern und ein interdisziplinäres Seminar. Außerdem müssen sie gute Kenntnisse einer Fremdsprache demonstrieren, einen Schwimmtest bestehen und vier Semester am Sportunterricht teilnehmen.

### Graduate School of Arts and Sciences
Studenten, die bereits einen Bachelor-Abschluss besitzen, können in der Graduate School of Arts and Sciences einen Master oder Ph.D. (lat.: Philosophiae Doctor) in den Fächern Chemie, Französisch (nur Master), Griechisch, Klassische und nahöstliche Archäologie, Klinische Psychologie, Kunstgeschichte, Latein, Mathematik und Physik erwerben. Außerdem können Studenten dieser Fächer, die gerade im universitätseigenen College eingeschrieben sind, parallel zu ihrem Bachelor einen Master-Abschluss erwerben.

### Graduate School of Social Work and Social Research
Die Graduate School of Social Work and Social Research bietet Studiengänge an, die zu einem Master in sozialen Diensten (Master of Social Services), einem Master in Recht und Sozialpolitik (Master of Law and Social Policy) und einem PhD in Sozialarbeit (PhD in Social Work) führen.

## Rankings und Statistiken
Das College gehört zu den besten Liberal-Arts-Colleges in den Vereinigten Staaten. Im jährlichen Uni-Ranking des Magazins U.S. News & World Report, für das Kriterien wie Prestige, die finanziellen Ressourcen, die Qualifikation der wissenschaftlichen Mitarbeiter und die Selektivität einer Universität benutzt werden, schnitt das College in den letzten Jahren durchwegs unter den besten 20 Liberal-Arts-Colleges ab. Im aktuellen Ranking des Washington Monthly, der Universitäten unter Gesichtspunkten der sozialen Mobilität und der Einbindung von Studenten in die Forschung bewertet, belegt das Bryn Mawr College sogar den ersten Platz.
Laut der Survey of Earned Doctorates der National Science Foundation promovieren knapp 17 % der Absolventen des College innerhalb von 10 Jahren nach Erhalt ihres Bachelor-Abschlusses. Das bringt das College auf Platz 8 aller amerikanischen Universitäten, noch vor einigen der bekannten Elite-Universitäten wie Princeton (Platz 12) oder Harvard (Platz 17). Betrachtet man nur den Anteil der weiblichen Studienabsolventen, kommt das College sogar auf Platz 6.
62 Prozent der Studienanfänger im Studienjahr 2006–2007 gehörten zu den besten zehn Prozent ihres High-School-Abschlussjahrgangs.

## Architektur

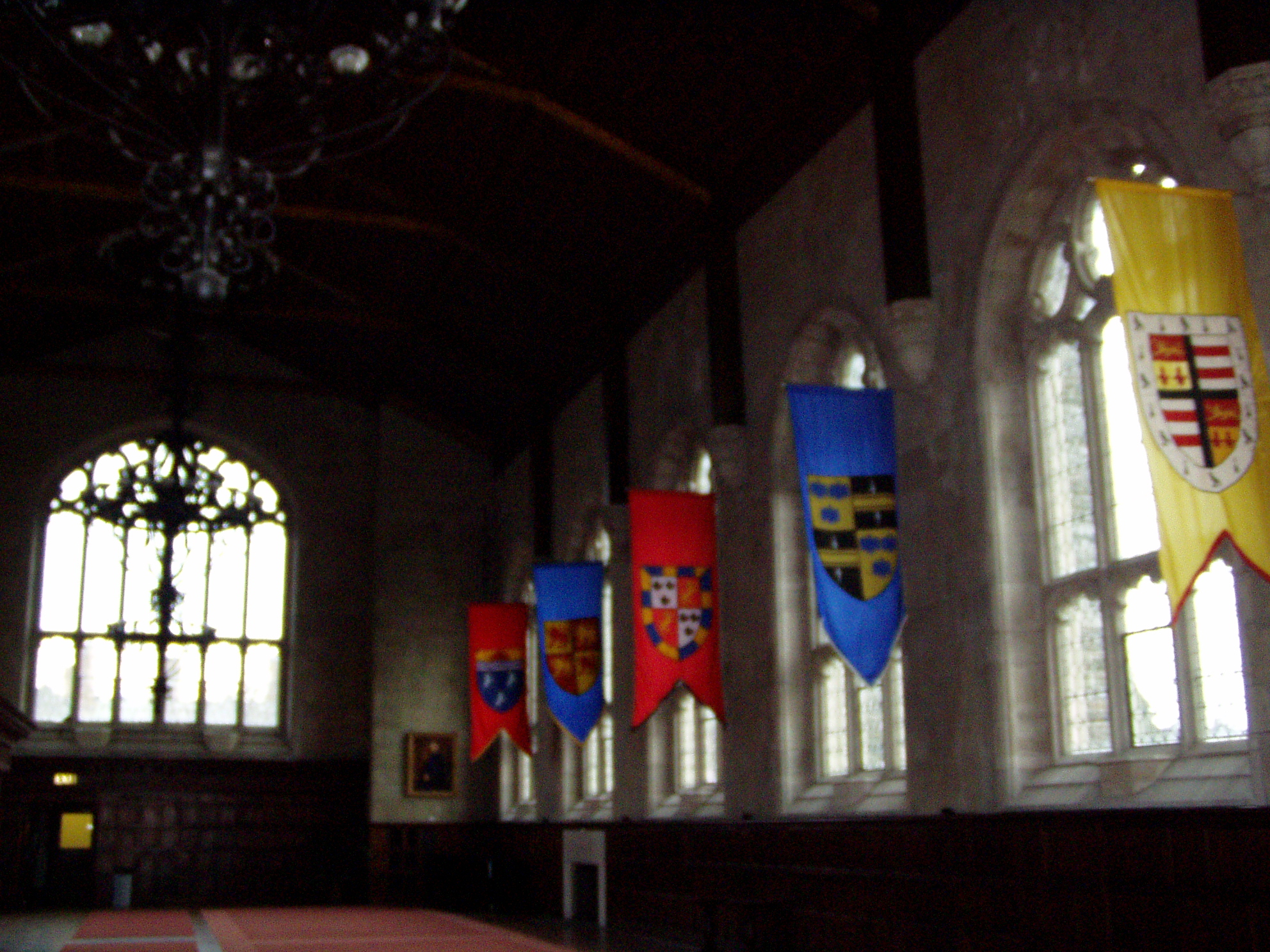
Die Great Hall in der M. Carey Thomas Library

Am Bryn Mawr College findet man das erste amerikanische Beispiel des an die britischen Universitäten Oxford und Cambridge erinnernden Baustils des „Collegiate Gothic“. Der Campus wurde von Frederick Law Olmsted und Calvert Vaux, den Entwerfern des Central Park in New York City, geplant und ist im National Register of Historic Places gelistet. Die alte Bibliothek im Mittelpunkt des Campus, die M. Carey Thomas Library, ist ein nationalhistorisches Wahrzeichen.

## Zahlen zu den Studierenden, den Dozenten und zum Vermögen
Von den 1.634 Studierenden im Herbst 2020 strebten 1.299 – ausschließlich Frauen – ihren ersten Studienabschluss an, sie waren also undergraduates. 335 Studierende – Männer und Frauen – arbeiteten auf einen weiteren Abschluss hin, sie waren graduates. 19 % der undergraduate-Studentinnen kamen aus dem Ausland, weitere 12 % bezeichneten ihre Herkunft als asiatisch.
2021 lehrten 221 Dozenten an der Universität, davon 175 in Vollzeit und 46 in Teilzeit.
Der Wert des Stiftungsvermögens der Universität lag 2021 bei 1,179 Mrd. US-Dollar und damit 32,8 % höher als im Jahr 2020, in dem es 887,7 Mio. US-Dollar betragen hatte. 2006 waren es über 600 Mio. US-Dollar gewesen.

## Persönlichkeiten

### Präsidenten
- James Rhoads (1885–1894)
- Martha Carey Thomas (1894–1922)
- Marion Edwards Park (1922–1942)
- Katharine Elizabeth McBride (1942–1970)
- Harris Wofford (1970–1978)
- Mary Patterson McPherson (1978–1997)
- Nancy J. Vickers (1997–2008)
- Jane Dammen McAuliffe (2008–2013)
- Kimberly Wright Cassidy (2013– )

### Dozenten
- Charlotte Angas Scott, Mathematikerin
- Marland Pratt Billings, Strukturgeologe
- Olive Hazlett, Mathematikerin
- Thomas Hunt Morgan, Zoologe und Genetiker, Nobelpreis für Medizin 1933
- Emmy Noether, deutsche Mathematikerin
- Karen Russell, Kreatives Schreiben, Schriftstellerin
- Lily Ross Taylor, Altphilologin
- Anna Pell Wheeler, Mathematikerin
- Woodrow Wilson, Geschichte und Politikwissenschaften, 28. Präsident der Vereinigten Staaten
- Agathe Lasch, Germanistin

### Absolventinnen
- Renata Adler, 1959, Journalistin und Schriftstellerin
- Emily Greene Balch, 1889, Nationalökonomin, Pazifistin und Friedensnobelpreisträgerin 1946
- Katherine Blodgett, 1917, Physikerin
- Ana Patricia Botín, 1981 spanische Managerin und Vorstandsvorsitzende der Banesto-Bank
- A. S. Byatt, ohne Abschluss, Schriftstellerin
- Hilda Doolittle, ohne Abschluss, Schriftstellerin
- Eleanor Lansing Dulles, 1917, Diplomatin und Volkswirtschaftlerin
- Madeline Early, 1933, 1937, Mathematikerin und Hochschullehrerin
- Marion Epstein, 1936, 1938, Mathematikerin
- Drew Gilpin Faust, 1968, Historikerin, Präsidentin der Harvard-Universität
- Helen Flanders Dunbar, 1923, Psychiaterin, Ärztin und Hochschullehrerin
- Joan Gould, 1947, Journalistin und Schriftstellerin
- Clairève Grandjouan, 1955, Archäologin
- Laura Guggenbühl, 1927, Mathematikerin und Hochschullehrerin
- Edith Hamilton, 1894, Lehrerin und Schriftstellerin
- Katharine Hepburn, 1928, Schauspielerin
- Matina Horner, 1961, Psychologin und Hochschullehrerin; 6. Präsidentin des Radcliffe College
- Salima Ikram, 1986, pakistanische Archäologin und Ägyptologin
- Mary Jobe Akeley, 1901, Naturforscherin und Kartografin
- Angela Kane, 1948, Diplomatin
- Sophie Karbjinski, 2017, Schauspielerin
- Ellen Kushner, ohne Abschluss, Autorin von Fantasy-Romanen
- Jeannette Lander, ohne Abschluss, Schriftstellerin
- Marie Litzinger,1920, 1922, Mathematikerin und Hochschullehrerin
- Jacqueline Mars, 1961, Unternehmerin
- Emilie Martin (1897–1987), Mathematikerin und Hochschullehrerin
- Marianne Moore, 1909, Dichterin und Schriftstellerin
- Mildred Natwick, 1927, Schauspielerin
- Jane M. Oppenheimer 1932, Embryologin, Wissenschaftshistorikerin
- Sherry B. Ortner, 1962, Anthropologin
- Susan I. Rotroff, 1970, Klassische Archäologin
- Elaine Showalter, 1962, Medizinhistorikerin, Literaturwissenschaftlerin
- Maggie Siff, 1996, Schauspielerin
- Joan Slonczewski, 1977, Molekularbiologin und Science-Fiction-Autorin
- Zvezdelina Stankova 1992,  bulgarische Mathematikerin und Hochschullehrerin
- Nettie Stevens, 1903, Genetikerin
- Lily Ross Taylor, 1912, Altphilologin und Althistorikerin
- Jane Tompkins, Literaturwissenschaftlerin
- Annita Tuller, 1937, Mathematikerin und Hochschullehrerin
- Sonia Wachstein, 1946, austroamerikanische Sozialarbeiterin
- Mai Yamani, 1979, saudi-arabische Anthropologin